# Pero derecha
Pero derecha là một loài bướm đêm trong họ Geometridae.